# Alberti (Buenos Aires)
Alberti is een plaats in het Argentijnse bestuurlijke gebied Alberti in de provincie Buenos Aires. De plaats telt 7.493 inwoners.